# Палеж (Вишеград)
Палеж је насељено мјесто у општини Вишеград, Република Српска, БиХ.

## Становништво
По последњем службеном попису становништва из 1991. године, насеље Меремишље је имало 47 становника. Сви становници су били Муслимани.
| Демографија | Демографија | Демографија |
| Година      | Становника  | Становника  |
| ----------- | ----------- | ----------- |
| 1991.       | 47          |             |